# Texhoma (Texas)
Texhoma é uma cidade localizada no estado norte-americano do Texas, no Condado de Sherman.

## Demografia
Segundo o censo norte-americano de 2000, a sua população era de 371 habitantes.
Em 2006, foi estimada uma população de 323, um decréscimo de 48 (-12.9%).

## Geografia
De acordo com o United States Census Bureau tem uma área de
4,9 km², dos quais 4,9 km² cobertos por terra e 0,0 km² cobertos por água.

## Localidades na vizinhança
O diagrama seguinte representa as localidades num raio de 44 km ao redor de Texhoma.